# Jaarbeursstedenbeker 1961/62
De 4de editie van de Jaarbeursstedenbeker werd gewonnen door Valencia CF in de finale tegen FC Barcelona. Valenca maakte brandhout van Barcelona met 7-3 over 2 wedstrijden, de club zou ook de volgende 2 finales van de competitie halen. Het was tevens de eerste keer in een Europese competitie dat 2 teams van eenzelfde land tegenover elkaar stonden in de finale.

## Eerste ronde
| Team #1                 | Tot.   | Team #2                | 1ste wed | 2de wed | Playoff |
| ----------------------- | ------ | ---------------------- | -------- | ------- | ------- |
| Lausanne Sports         | Bye    |                        | -        | -       |         |
| Valencia CF             | 7 - 1  | Nottingham Forest FC   | 2 - 0    | 5 - 1   |         |
| R. Union Saint-Gilloise | 1 - 5  | Heart of Midlothian FC | 1 - 3    | 0 - 2   |         |
| 1. FC Köln              | 4 - 4  | Internazionale         | 4 - 2    | 0 - 2   | 3 - 5   |
| Iraklis Saloniki        | Bye    |                        | -        | -       |         |
| AC Milan                | 0 - 2  | Novi Sad XI            | 0 - 0    | 0 - 2   |         |
| RC Strasbourg           | 3 - 13 | MTK Boedapest          | 1 - 3    | 2 - 10  |         |
| TJ Spartak ZJŠ Brno     | 3 - 6  | Leipzig XI             | 2 - 2    | 1 - 4   |         |
| Hannover 96             | 0 - 3  | RCD Español            | 0 - 1    | 0 - 2   |         |
| Birmingham City FC      | Bye    |                        | -        | -       |         |
| Basel XI                | 2 - 5  | Rode Ster Belgrado     | 1 - 1    | 1 - 4   |         |
| Hibernian FC            | 6 - 4  | CF Belenenses          | 3 - 3    | 3 - 1   |         |
| Olympique Lyonnais      | 6 - 7  | Sheffield Wednesday FC | 4 - 2    | 2 - 5   |         |
| AS Roma                 | Bye    |                        | -        | -       |         |
| West-Berlijn XI         | 1 - 3  | FC Barcelona           | 1 - 0    | 0 - 3   |         |
| Staevnet XI (Odense)    | 4 - 9  | Dinamo Zagreb          | 2 - 7    | 2 - 2   |         |

## Tweede ronde
| Team #1                | Tot.   | Team #2            | 1ste wed | 2de wed | Playoff |
| ---------------------- | ------ | ------------------ | -------- | ------- | ------- |
| Lausanne Sports        | 3 - 4  | Valencia CF        | 3 - 4    | n/a     |         |
| Heart of Midlothian FC | 0 - 5  | Internazionale     | 0 - 1    | 0 - 4   |         |
| Iraklis Saloniki       | 3 - 10 | Novi Sad XI        | 2 - 1    | 1 - 9   |         |
| MTK Boedapest          | 3 - 3  | Leipzig XI         | 3 - 0    | 0 - 3   | 2 - 0   |
| RCD Español            | 5 - 3  | Birmingham City FC | 5 - 2    | 0 - 1   |         |
| Rode Ster Belgrado     | 5 - 0  | Hibernian FC       | 4 - 0    | 1 - 0   |         |
| Sheffield Wednesday FC | 4 - 1  | AS Roma            | 4 - 0    | 0 - 1   |         |
| FC Barcelona           | 7 - 3  | Dinamo Zagreb      | 5 - 1    | 2 - 2   |         |

## Kwartfinale
| Team #1                | Tot.  | Team #2            | 1ste wed | 2de wed | 2nd leg |
| ---------------------- | ----- | ------------------ | -------- | ------- | ------- |
| Valencia CF            | 5 - 3 | Internazionale     | 2 - 0    | 3 - 3   |         |
| Novi Sad XI            | 2 - 6 | MTK Boedapest      | 1 - 4    | 1 - 2   |         |
| RCD Español            | 2 - 6 | Rode Ster Belgrado | 2 - 1    | 0 - 5   |         |
| Sheffield Wednesday FC | 3 - 4 | FC Barcelona       | 3 - 2    | 0 - 2   |         |

## Halve finale
| Team #1            | Tot.   | Team #2       | 1ste wed | 2de wed | 2nd leg |
| ------------------ | ------ | ------------- | -------- | ------- | ------- |
| Valencia CF        | 10 - 3 | MTK Boedapest | 3 - 0    | 7 - 3   |         |
| Rode Ster Belgrado | 1 - 6  | FC Barcelona  | 0 - 2    | 1 - 4   |         |

## Finale
| Team #1     | Tot.  | Team #2      | 1ste wed | 2de wed |
| ----------- | ----- | ------------ | -------- | ------- |
| Valencia CF | 7 - 3 | FC Barcelona | 6 - 2    | 1 - 1   |

Overige Europese Bekertoernooien: UEFA Champions League · UEFA Europa Conference League · UEFA Super Cup · Europacup I (Beker der Landskampioenen) · Europacup II (Beker der Bekerwinnaars) · UEFA Intertoto Cup